# Johannes van Gastel
Johannes van Gastel, född 10 september 1853, död 11 oktober 1928, var en holländsk bågskytt. Han deltog vid olympiska sommarspelen 1900.